# Ermenegildo Pellegrinetti

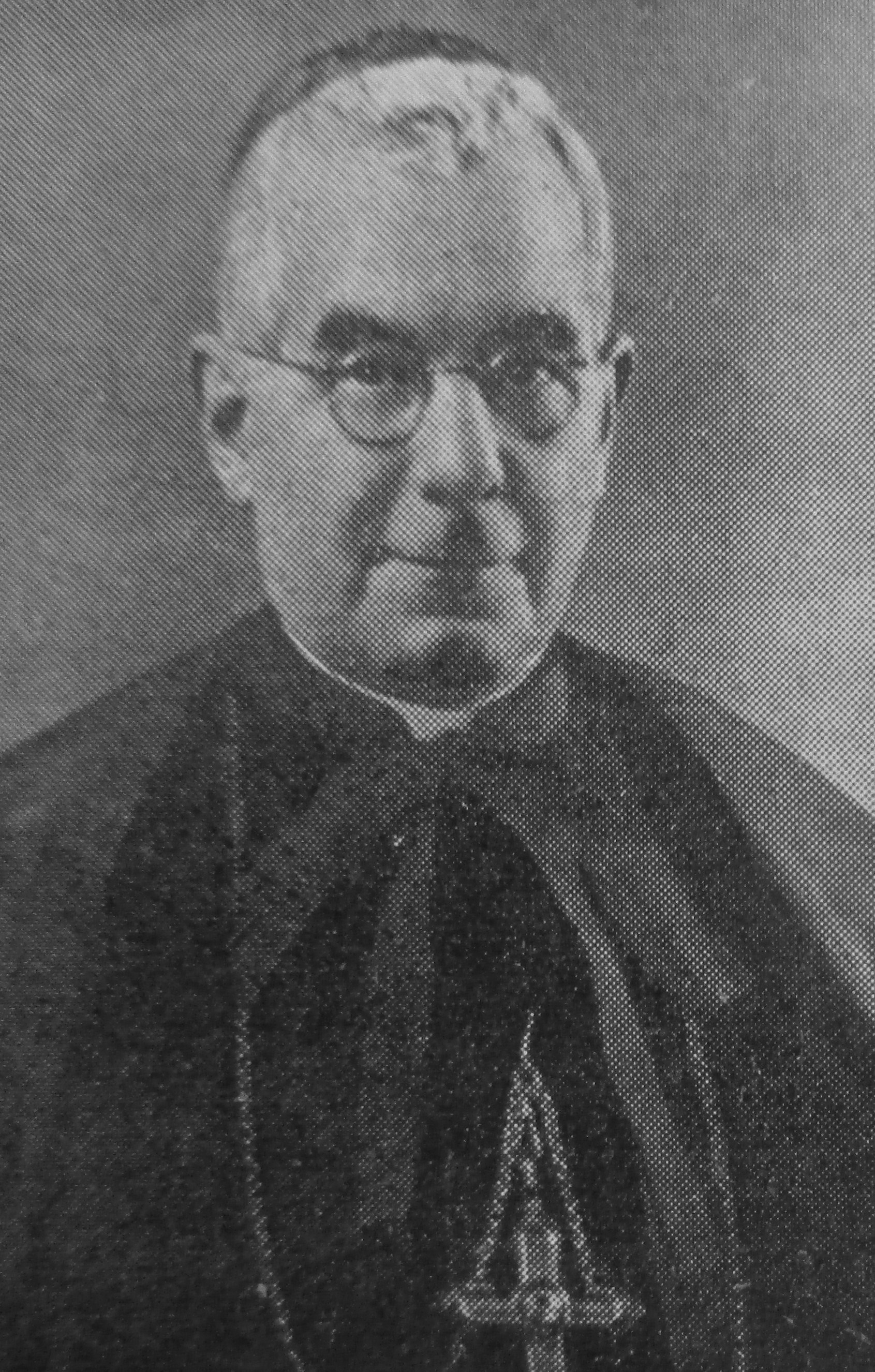
Kardinal Pellegrinetti (1939)

Ermenegildo Kardinal Pellegrinetti (* 27. März 1876 in Camaiore, Provinz Lucca, Italien; † 29. März 1943 in Rom) war ein vatikanischer Diplomat und Kardinal der Römischen Kirche.

## Leben
Ermenegildo Pellegrinetti studierte in Lucca und Rom die Fächer Philosophie und Katholische Theologie. Er absolvierte die vatikanische Diplomatenschule und arbeitete nach seiner Priesterweihe im Jahre 1898 als Kaplan und Dozent in Lucca. In den Jahren 1917 und 1918 nahm er als Militärkaplan am Ersten Weltkrieg teil. Von 1918 bis 1922 stand er in Diensten der Apostolischen Nuntiatur in Polen. 1922 erhielt er die Ernennung zum Titularerzbischof von Adana und zum Apostolischen Nuntius in Jugoslawien. Die Bischofsweihe empfing er durch Kardinalstaatssekretär Pietro Gasparri; Mitkonsekratoren waren Erzbischof Giovanni Volpi, emeritierter Bischof von Arezzo und der Präsident der Päpstlichen Diplomatenakademie, Erzbischof Giovanni Maria Zonghi.
Am 13. Dezember 1937 nahm Papst Pius XI. Ermenegildo Pellegrinetti als Kardinalpriester mit der Titelkirche San Lorenzo in Panisperna in das Kardinalskollegium auf. Ermenegildo Pellegrinetti nahm am Konklave des Jahres 1939 teil.
Er starb am 29. März 1943 in Rom und wurde in der Kollegkirche von Camaiore beigesetzt.